# 廖划平
廖划平（1891年—1951年10月12日） ，别名廖华屏，又名廖华平、廖化平，四川内江人。民主革命早期中国共产党高级领导人，后被捕叛出共产党加入军统担任高级领导工作。

## 生平
生于四川内江商铺小业主家庭。成都高等师范学校肄业。1919年留法勤工俭学。得到韩文畦、李仲权的帮助。1920年12月到重庆，经吴玉章介绍于1921年2月到上海“外国语学社”学习俄文，并加入中国社会主义青年团。1921年3月赴莫斯科，5月底入莫斯科东方大学中国班学习。1922年初回国到四川组建青年团。1922年10月在家乡内江县中学任教，发展了20余名团员。后到成都西南公学任教。1923年冬在成都参与成都党团组织筹建。1924年1月同吴玉章、杨闇公等人创建了中国青年共产党；不久加入中国共产党。1925年5月，与萧楚女、张闻天被重庆卫戍司令王陵基驱逐出川，在上海五卅惨案后援会工作。1925年底，与吴玉章、杨闇公、童庸生、廖苏华、黄复生6人当选为在广州召开的中国国民党第二次全国代表大会四川代表。1926年春在广州任黄埔军校政治教官。编写的《社会进化史》风行一时。1926年以高级参谋的身份随军参加北伐。1927年春返回四川，参与筹建中共四川省委，兼任四川临时政务委员会委员。
1928年任中共四川省委常委、宣传部长。1929年任中共鄂北特委书记。后赴上海在中共中央军委工作。1930年3月到天津任中共顺直省委军委书记（省委书记贺昌、组织部长阮啸仙、宣传部长余泽鸿、秘书长陈复），8月3日中共顺直省委改称中共北方局仍任军委书记。1930年11月任冀鲁豫边特委书记。
1931年6月26日在北平的宪兵三团被捕，随即叛出中共并加入力行社特务处（军统前身），供出中共河北省委机关情况导致省委书记殷鉴等30多名河北省委与北平市委干部及薄一波等人被捕，河北省委机关遭到第二次大破坏，牵连300多名中共党员被捕，在北方的工作遭受重大损失。1931年8月28日，中共中央发出《中央关于叛徒罗绮园、廖划平、潘问友等的决议》。1931年10月12日，河北临时省委开除徐兰芝、廖划平、郭亚光、赖德等16名叛徒党籍。
得到军统戴笠的信任，任北平宪兵司令部军法官，监视张学良和东北军的行动。
抗战期间任军统局临澧特训班政治总教官、军统局兰州特训班副主任。1942年被调回在重庆的军统局本部，先后担任军统局人事处副处长、训练处副处长、1945年升任军统局少将督察室主任，该部门属于“特务中的特务”。
抗战胜利后，戴笠空难死亡后，接任总务处长沈醉担任军统局财产清理委员会主任委员、国防部保密局督察室少将主任。
1949年到台湾。1951年10月12日在在台北郊外观音山戴公祠突发脑溢血身亡。